# Hipsburn
Hipsburn – osada w Anglii, w hrabstwie Northumberland, w dystrykcie (unitary authority) Northumberland. Leży 6 km od miasta Alnwick, 25,1 km od miasta Morpeth i 442,6 km od Londynu. W 2016 miejscowość liczyła 689 mieszkańców.